# Südstadt (Hildesheim)
Die Südstadt ist ein Stadtviertel und statistischer Bezirk in Hildesheim. Sie gehört heute zum Stadtteil Mitte und Neustadt.

## Lage

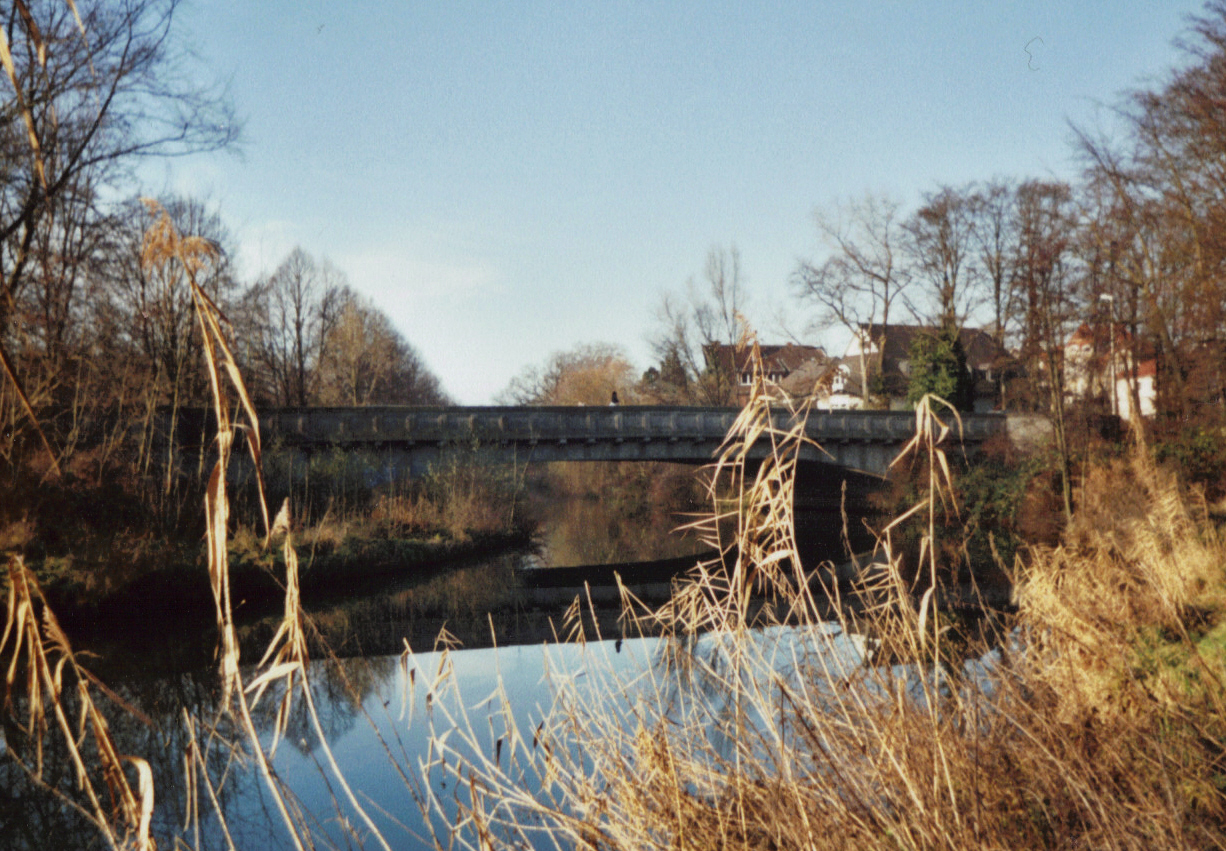
Im Bereich der Hohnsenbrücke lag im Mittelalter das Dorf Hohnsen

Die Südstadt schließt sich südlich an die Hildesheimer Innenstadt an und dehnt sich beiderseits der Straße „Hohnsen“ aus, an deren südlichem Ende eine Brücke über die Innerste führt. Von der historischen Neustadt wird sie durch Kehrwiederwall, Kehrwiedergraben und den Platz „Goschentor“ sowie von dem weiter östlich gelegenen Stadtviertel Galgenberg durch die Bahnstrecke Hildesheim–Goslar getrennt. Westlich der Südstadt fließt die Innerste. Der Ernst-Ehrlicher-Park befindet sich ebenfalls im Westen der Südstadt. Nach Süden hin ist der Stadtteil durch eine Dauerkleingartenanlage sowie durch den Hohnsensee zum Stadtteil Ochtersum abgegrenzt.
Die Entfernung zum Marktplatz beträgt etwa zwei Kilometer, der Hauptbahnhof Hildesheim ist rund drei Kilometer entfernt.
Die Südstadt wurde auf abschüssigem Gelände angelegt, das von der Hohnsenbrücke im Süden und der Innerste im Westen und Südwesten nach Norden zum Goschentor sowie nach Osten zur Wiesen- und Sprengerstraße hin ansteigt.

## Geschichte

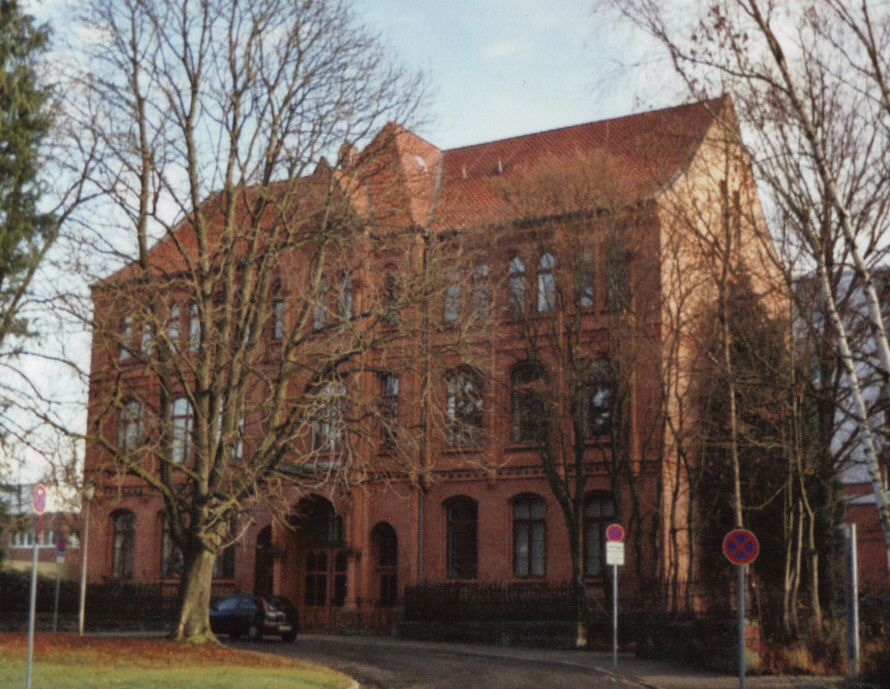
Ehemaliges Städtisches Krankenhaus

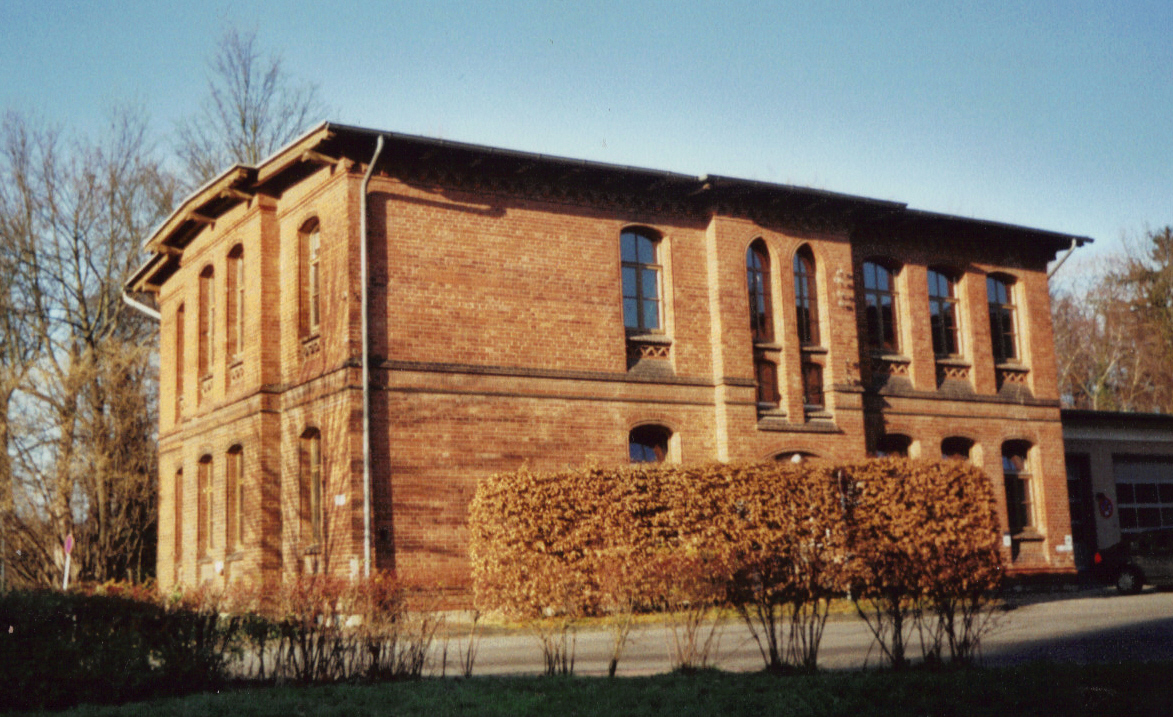
Nebengebäude des Krankenhauses

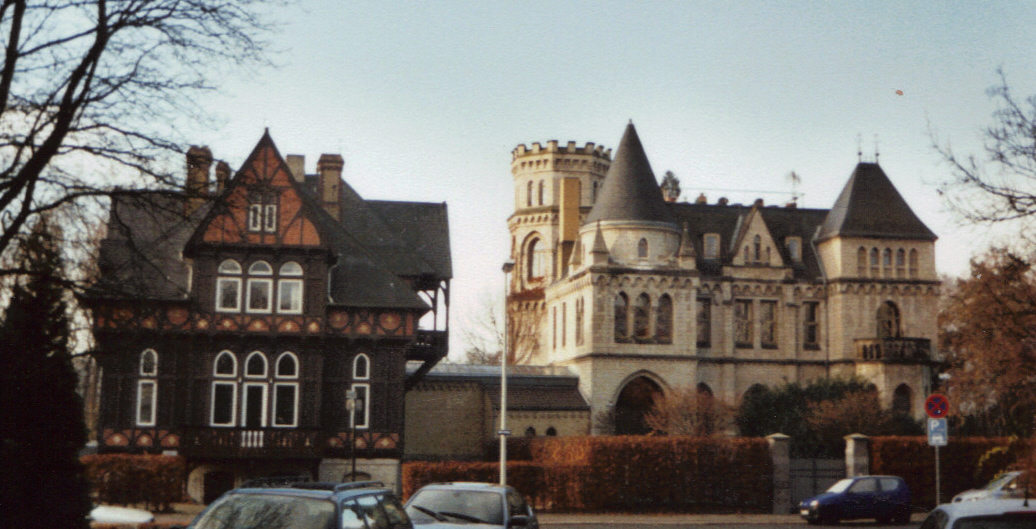
Weinberg

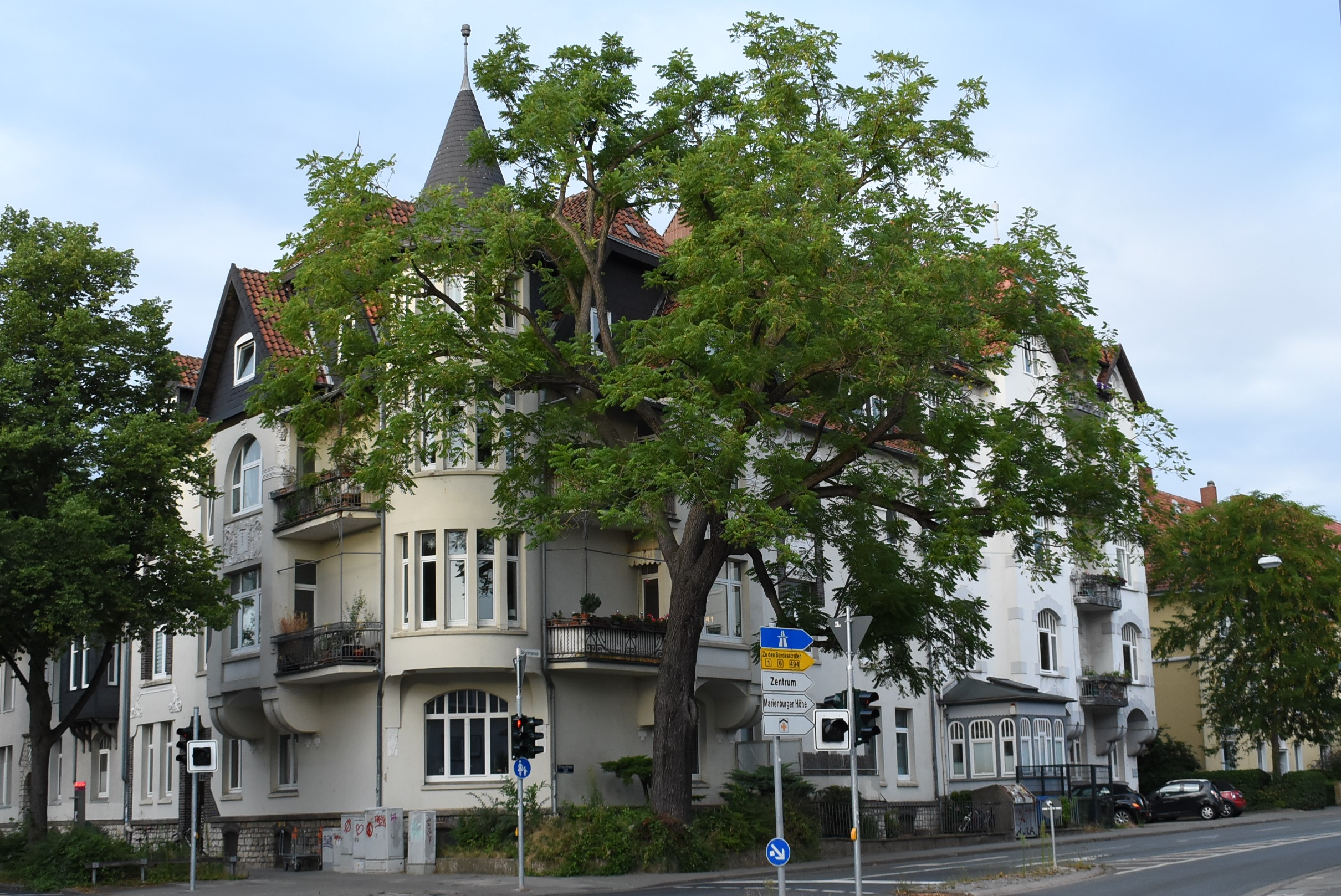
Erker am Hohnsen Ecke Struckmannstraße mit denkmalgeschützter Schwarznuss

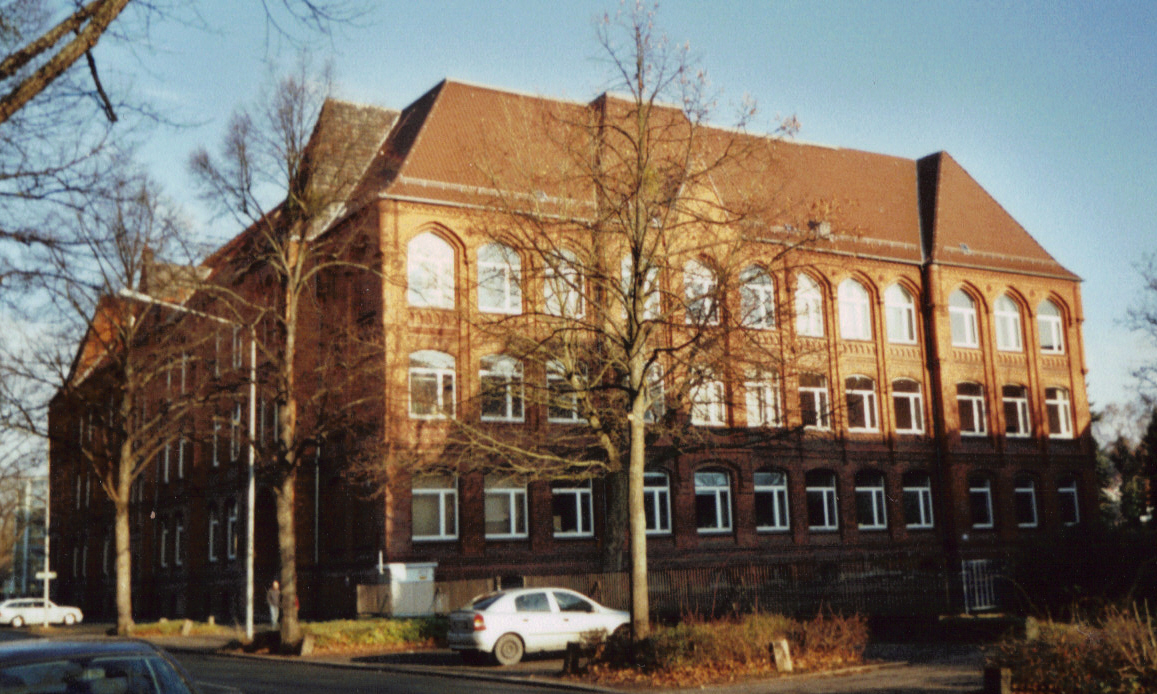
Fachschule am Hohnsen

Auf dem Gebiet der Südstadt lagen im Mittelalter die Dörfer Losebeck und Hohnsen, die Wüstungen wurden. Der Bereich, in dem im 19. Jahrhundert die Straße „Weinberg“ angelegt wurde, gehörte im Mittelalter dem Godehardikloster. An der nahen Innerste wurde Wein angebaut.
Als während der Gründerzeit die Einwohnerzahl Hildesheims stark anstieg, benötigte man Flächen für eine Erweiterung der Stadt. Auf das Gebiet der heutigen Südstadt wurde wegen der leicht abschüssigen Lage und der Nähe der Innerste nicht sofort zurückgegriffen. Daher entstand die Südstadt etwas später als die Ost- oder Weststadt. Die geringe Entfernung zu dem 1875 eingeweihten Ostbahnhof erwies sich dabei als Vorteil. Als eine der ersten Straßen legte man die Wiesenstraße an, indem 1873 ein Fußweg verbreitert und zu einer Straße ausgebaut wurde. Die Straße von Hildesheim nach Ochtersum erhielt 1898 den Namen „Hohnsen“, der „Weinberg“ kam im gleichen Jahr zu seinem Namen.
Wegen der gestiegenen Einwohnerzahl Hildesheims musste ein zweites Krankenhaus gebaut werden. Südlich des Kehrwiederwalles wurde ab 1890 ein Städtisches Krankenhaus gegründet und in den folgenden Jahren erweitert und ausgebaut. Um das Krankenhaus herum entstand ein gehobenes Wohnviertel. Am 21. Mai 1894 wurde der Verlauf der Kaiser-Friedrich-Straße und der Kaiser-Wilhelm-Straße festgelegt.
In dem neuen Stadtteil wurden außer dem Krankenhaus noch weitere repräsentative Gebäude errichtet. Am Hohnsen wurde von Gustav Schwartz 1900–01 die Königliche Baugewerkeschule gebaut, die 1918 in „Staatsbauschule“ umbenannt wurde und noch heute als Fachhochschule genutzt wird. Daneben entstand zeitgleich Evangelische Bürgerschule. In der Tappenstraße wurde 1909 ein Waisenhaus im Stil von Historismus und Jugendstil gebaut, das heute von der Fachschule für Sozialpädagogik genutzt wird.
Zu Beginn des 20. Jahrhunderts wurde nach Kölner Vorbild eine Ringstraße um ganz Hildesheim geplant. Als einer der ersten Abschnitte wurde die heutige Struckmannstraße angelegt, sie hieß ursprünglich „Hohenzollernring“.
Die Südstadt profitierte von der Gründung der Städtischen Straßenbahn. Seit 1913 hatte die Linie 3 ihre Endstation an der Marienburger Straße Ecke Struckmannstraße. 1929 wurde die Linie durch Ausbau im Bereich der Struckmannstraße verlängert und die Endstation an die Ecke Wiesenstraße/Struckmannstraße verlegt. Auch die Linie 2 fuhr ab 1929 bis zur Wiesenstraße, nachdem ihre Trasse von der Goslarschen Straße über Gravelottestraße, Ostbahnhof und Immengarten verlängert worden war.
Den Zweiten Weltkrieg überstand die Südstadt fast unversehrt. Beim zweiten Luftangriff auf Hildesheim in der Nacht vom 12./13. August 1944 wurden ein Haus in der Wiesenstraße zerstört und eine Gärtnerei am Hohnsen gegenüber der Einmündung der Wildefüerstraße fast vollständig verwüstet. Hauptsächlich im Bereich von Wiesen- und Struckmannstraße wurden mehrere Häuser beschädigt, fünf davon schwer. Außerdem wurde am 22. Februar 1945 der Weinberg von Bomben getroffen, wobei es Todesopfer zu beklagen gab. Bei dem schwersten Luftangriff auf Hildesheim am 22. März 1945 wurde ein Haus in der Kaiser-Friedrich-Straße zerstört, außerdem entstanden Schäden im östlichen Teil der Renatastraße. Die übrigen Gebäude der Südstadt, insbesondere das Krankenhaus, blieben so gut wie unbeschädigt.

## Ortsbild
Die Südstadt wurde als Wohngebiet geplant und ausgebaut, demzufolge wurden in ihr keine Gewerbebetriebe gegründet. Sie ist ein Standort für Büros, Kanzleien und Praxen. Geschäfte und Kioske sind lediglich an der Wiesenstraße zu finden. Kirchen wurden in der Südstadt nicht gebaut, da die Kirchen in den angrenzenden Stadtteilen – z. B. auf dem Galgenberg die katholische Kirche St. Joseph und die evangelische Paul-Gerhard-Kirche – nicht weit entfernt sind. In der Harlessemstraße wurde ein großes Altenheim errichtet.
Am Weinberg und am Hohnsen gibt es mehrere Villen, die im Stil des Historismus oder Klassizismus erbaut wurden. Für den Weinberg sind großzügig zugeschnittene Grundstücke typisch, die zum Teil an die Innerste grenzen. Die Gebäude des ehemaligen Städtischen Krankenhauses, die teilweise aus den 1890er Jahren stammen, stehen unter Denkmalschutz. Die Ziegelbauten der ehemaligen Königlichen Baugewerkeschule und der ehemaligen Evangelischen Bürgerschule am Hohnsen prägen den Stadtteil.
Während die Gebäude westlich des Hohnsens bis hin zum Weinberg in offener Bauweise auf größeren Grundstücken errichtet wurden, ist für den Bereich östlich des Hohnsens eine geschlossene Bauweise charakteristisch. Hier überwiegen Mehrfamilienhäuser, wobei es sich teilweise um Ziegelbauten aus den 1890er Jahren, teilweise um Bauwerke vom Beginn des 20. Jahrhunderts handelt, deren Fassaden durch – z. B. am Hohnsen Ecke Struckmannstraße und in der Sprengerstraße – Erker, Stuckornamente, getreppte Giebel oder Fachwerkgiebel aufgelockert werden.
Die Stadtbuslinie 2 verbindet die Südstadt mit der Hildesheimer Innenstadt und dem Hauptbahnhof sowie mit den Stadtteilen Ochtersum und Nordstadt.
In der Umgebung der Südstadt befinden sich ausgedehnte Grünflächen: Im Norden die Anlagen des Kehrwiederwalles, im Süden das Waldstück Lönsbruch sowie eine Dauerkleingartenanlage mit dem Badesee Hohnsensee sowie im Westen der Ernst-Ehrlicher-Park. An der Innerste gibt es ein Netz von Rad- und Wanderwegen.